# Rocky Balboa
Robert "Rocky" Balboa přezdívaný jako Italský hřebec je fiktivní postava boxera z filmové série Rocky, kterou ztvárnil Sylvester Stallone. Postava se také vyskytuje v počítačové hře Rocky Balboa pro PlayStation 2.
V průběhu série se Rocky oženil s Adrianou a spolu měli syna Roberta Balboa jr. Stal se dvakrát šampiónem těžké váhy v boxu a později i trénoval vlastního svěřence.

## Životopis a kariéra
Rocky Balboa se narodil 7. července 1948. Pocházel z římsko-katolické rodiny, školu opustil po ukončení devátého stupně a začal boxovat ve věku patnácti let, protože jak jeho otec řekl, neměl toho příliš v hlavě, tak by mohl používat alespoň tělo. Od poloviny sedmdesátých let žil ve Philadelphii v Pensylvánii, pracoval jako vymahač pro místního lichváře a boxoval v klubových zápasech. Do té doby měl Rocky 64 zápasů, 44 výher (38 knockoutů) a 20 porážek. Jeho poslední zápas skončil knockoutem ve druhém kole proti místnímu boxerovi Spideru Rico. Chloubou Rockyho bylo, že v 64 zápasech nikdy neměl zlomený nos.
Byl blízkým přítelem Paulieho Pennino (Burt Young) jehož sestru, Adrian Pennino (Talia Shire), si nakonec vzal. V listopadu 1975, byl Rocky požádán aby byl vyzyvatelem o "Titul mistra světa Těžké váhy" proti neporaženému panujícímu šampionovi Apollo Creedovi (Carl Weathers), poté, co naplánovaný vyzyvatel Mac Lee Green si poranil ruku během tréninku. Boj byl naplánován na 1. leden 1976. Apollo vzal boj jako žert a novinku. Rocky dostal šanci "jedna k milionu", že vyhraje pás a "jedna k pěti", že vydrží víc než tři kola s Creedem. Rocky však "ušel kus cesty" při tréninku a na konci zápasu stále stál na nohou. Ačkoliv Rocky zápas prohrál na body, nemělo to pro něj význam. Vše co chtěl bylo, aby dokázal, že nebyl jen další flákač ze čtvrti.
Po zápase a nějakém čase, tráveném v nemocnici si Rocky vzal Paulieho sestru Adrian. Nedlouho potom byla Adrian v jiném stavu. Rocky pak nechal boxu a sháněl si kancelářskou práci a zkoušel hrát v reklamách. Nicméně na to neměl schopnosti a tak skončil v továrně na maso Shamrock Mezte, kde jeho švagr dříve pracoval, ale později byl také propuštěn.
Apollo Creed hledal záminku jak ho donutit k odvetnému utkání aby prokázal, že první zápas byl jen šťastná náhoda. I když mu hrozilo úplné oslepnutí, kvůli zranění z prvního zápasu s Apollem, přijal Rocky odvetu, která se konala v listopadu roku 1976. V té době bylo Rockymu 30 let. Odvetu však přijal navzdory přání jeho ženy Adrian, ale bez její podpory postrádal motivaci k tréninku. Adrian předčasně porodila poté, co na ní její bratr Paulie křičel, že nepodporuje Rockyho. Porodila syna Roberta "Rocky" Balboa, Jr., ale upadla do kómatu kvůli komplikacím při porodu. Rocky zůstal u jejího lůžka do té doby, než se probudila. Když se probrala, řekl jí, že nebude bojovat s Creedem jestli ona nechce, ale na to mu odpověděla jedinou věc: “Vyhraj!”. Motivovaný narozením syna a tím, že se Adrian zotavuje, vyhrál zápas doslova v poslední sekundě, když se zvedl ve chvíli, kdy rozhodčí počítal 10, když oba, Rocky i Apollo leželi na zemi v 15. kole zápasu po Rockyho zničující kombinaci na bradu Apolla. Rocky vyhrál zápas KO a stal se “Mistrem světa v Těžké váze”.
Rocky po tomto vítězství ještě desetkrát obhájil titul a svedl exhibiční boj s Mistrem světa ve Wrestlingu, nazývající se Velká tlama (Thunderlips - ve filmu ztvárněn známým wrestlerem Hulkem Hoganem), se kterým Rocky remízoval. Postupující a přicházející vyzyvatel, Clubber Lang (Mr. T), opětovně napadal a vyzýval Rockyho na zápas, když se Rocky chystal jít na odpočinek. Poté, co se dozvěděl, že jeho dřívější soupeři byly vybráni tak aby bylo zajištěno, že je schopen je porazit, Rocky už si nadále nemohl věřit. Pak prohrál zápas a ztratil titul proti jedinému možnému vyzyvateli Clubberu Langovi. Stalo se to v ten samý večer kdy jeho dlouhodobý manažer Mickey Goldmill (Burgess Meredith) zemřel. Apollo pak za ním přišel s nabídkou, že ho bude trénovat pro odvetné utkání s Clubberem. V rychlém odvetném utkání Rocky vítězí a stává se ještě jednou Mistrem světa v Těžké váze.
Apollo a Rocky zůstávají přáteli a s Rockyho pomocí Apollo trénuje na exhibiční utkání proti sovětskému světovému amatérskému šampionovi a olympijskému vítězi, Ivanu Drago (Dolph Lungren). Během zápasu jsou Apollovi schopnosti viditelně neúčinné a je divoce zbit mladým Olympionikem. Rocky má příležitost hodit ručník do ringu, přiznat porážku a zastavit zápas, ale drží se Apollova přání a nechá zápas pokračovat. V tomto zápase Apollo umírá po několika přímých úderech na hlavu. Rocky se cítí vinen a zodpovědný za Apollovu smrt a rozhodne se k zápasu s Ivanem Drago v Rusku o Vánocích v roce 1985. Zápas, ale nebude schválen a Rocky se musí vzdát titulu světového šampiona aby mohl zápasit. Adrian opět nechce aby zápasil, věří, že je to sebevražda. Řekne mu, že nemůže vyhrát a nedoprovází ho do Ruska trénovat. Pak ale změní názor a rozhodne se ho podporovat s tím, že s ním bude, ať se děje cokoliv. S její podporou Rockyho trénink a soustředěnost nabírá na intenzitě. Rocky vítězí v brutálním zápase, když knockoutuje Draga v 15. kole a vítězí dokonce i nad sovětským davem, který mu postupem času začíná fandit. Po návratu ze Sovětského svazu se Balboa dozvěděl, že jeho účetní ukradl všechny jeho peníze, když mu Paulie podepsal nevědomky plnou moc. Rocky je navíc přinucen odejít na odpočinek, protože mu lékaři potvrdí že léta strávená v ringu mu způsobily poškození mozku.
Balboa znovu otevřel Mickovu tělocvičnu a začal trénovat nové boxery. Jeden z jeho boxerů, Tommy "The Machine" Gunn (Tommy Morrison), se ukázal jako nadějný borec v těžké váze a Rocky v něm viděl svůj možný trenérský úspěch. Nakonec se Gunn rozešel s Balboou ve zlém a upsal se kontroverznímu promotérovi George Washington Dukeovi (Richard Gant), který slíbil Gunnovi zápas o titul. Gunn dostal svůj slíbený zápas a vyhrál titul Mistra světa v Těžké váze porážkou úřadujícího mistra, Union Canea. Po Gunnově vítězství ho však mnohá média napadala, že nemá srdce jako Balboa. S pocitem, že to musí skončit, vyhledal Gunn Balbou a přinutil ho k pouličnímu boji, který Balboa vyhrál.
V roce 1995 Balboa otevřel ve Filadelfii restauraci, kterou pojmenoval po Adrian. Ozdobil jí mementy z jeho boxerských dnů a často bohatě zasypával zákazníky historkami z časů, kdy boxoval.
U Adrian Balboa se později rozvinula rakovina vaječníků, na kterou 11. ledna roku 2002 zemřela. Balboa později požádal a byla mu udělena boxerská licence, aby mohl odboxovat několik zápasů menšího významu. Nicméně se tyto boje nikdy neuskutečnily. Kvůli ohromné popularitě virtuálního zápasu vytvořeném počítačovou grafikou mezi Rockym Balboou a úřadujícím Mistrem světa v Těžké váze Masonem "The Line" Dixonem (kterého Rocky snadno porazí), spolu s Dixonovou potřebou dokázat si a celému světu, že je skutečný šampion, promotéři dohodnou skutečnou dobročinnou exhibici na 10 kol v Las Vegas mezi těmito dvěma boxery (který oba pojmou, jako by jejich život a titul byly totéž).
Rocky trénoval se zbytkem svého starého týmu i s bývalým Apollovým trenérem Tony Dukem (Tony Burton), který ho vyzýval že “necítí bolest” a znovu vstoupil do ringu, aby porazil Dixona v Las Vegas v Nevadě. Rocky byl pomalejší než Dixon, ale neuvěřitelně silný a svalnatý. Tito dva muži boxovali impozantní zápas ve kterém byly oba mnohokrát na zemi a během zápasu byly značně pohmoždění a zkrvavení. V posledních sekundách posledního kola byl Rocky inspirovaný myšlenkami na Adrian, Mickeyho a také motivační řečí, kterou pronesl ke svému synovi několik týdnů před zápasem, a sebral se. Zasadil velmi pevný úder na Dixonovu čelist a vyřadil ho v okamžiku, kdy zazvonil finální gong. Dixon nakonec vyhrál zápas na body, ale také projevil úctu k Balboovi. Všichni diváci Balboovi tleskali, když naposledy opouštěl arénu.
Balboův profesionální záznam je 57-23-1 (ze šesti dílů) s 51 KO.

## Zdroj charakteru
"Začátkem mojí herecké kariery, jsem si uvědomil, že jediná cesta jak se zviditelnit je vytvořit svou vlastní roli v mém vlastním scénáři. O mých 29. narozeninách jsem měl v bance 106 dolarů. Můj nejlepší dárek k narozeninám bylo náhlé zjištění, že musím napsat takový druh scénáře, abych z něj měl sám radost. Oblíbil jsem si historky o hrdinství, velké lásce, důstojnosti a kuráži, drama lidí, kteří se snaží vyšplhat nad svoje možnosti, drží život pod krkem a nepustí, dokud nejsou úspěšní. Ale já měl v hlavě tolik myšlenek, že jsem se na žádnou nemohl soustředit. Abych se vzpružil, vzal jsem své poslední peníze, co jsem šetřil na zábavu a šel jsem se podívat na zápas Muhammad Ali vs. Chuck Wepner na uzavřeném TV kanále. Chuck Wepner, bojující, zraněný klubový rváč, který nikdy neměl moc dobrou úroveň měl svůj den. Nikdo to nepovažoval za skutečný zápas. Ale jak boj postupoval, vyvinul se z toho zázrak. Bylo to nerozhodné. Lidi absolutně šíleli. Wepner byl knockoutován v 15. a posledním kole, které trvalo věčnost. Byli jsme svědky neuvěřitelného triumfu lidského ducha a zamilovali jsme si to.
V tento den se zrodil Rocky Balboa. Vykašlal se na střední školu, lidi se na něho dívali jako na ryze Americkou tragédii, muže bez jakéhokoliv intelektu a sociálních hodnot. Avšak on měl hluboký cit a duchovno a také byl dobrý vlastenec. A také měl dobré srdce, ačkoliv k němu příroda nebyla příliš shovívavá. Viděl jsem ho vždycky jako gladiátora 20. století v páru tenisek. Tak jako mnozí z nás, on prostě nešel s dobou. Do toho všeho já vložil porci svých vlastních zkušeností z osobního života, má zklamání, která se nestávají každý den.

## Boxerský styl
Ačkoliv byl Balboa pravák, boxoval jako levák. Rocky byl hybridní boxer, měl kvalitní vlastnosti z obojího postavení, dobrý rohovník, rváč a v nečekanou dobu zasypal soupeře tvrdými ranami. Ve všech jeho významných utkáních, s výjimkou odvety proti Clubberu Langovi, kde bojoval jako outsider (stejná technika, kterou používal Apollo Creed), vždy postupoval rychle proti svému protivníkovi a po neúspěšných pokusech zasadit svůj levý hák (a po inaksování mnoha soupeřových úderů), vžene soupeře do provazů a zničujícím útokem pošle soupeře během kola k zemi.
Balboa zřídka používal krátký úder v jeho zápasech, dostatečně ho ušetřil pro odvetu s Langem a první dvě kola v odvetě s Creedem, kde boxoval jako pravák.
V ringu byl enormně tvrdohlavý, opakovaně vyrážel proti svým protivníkům dokonce i po těžkém poškození obličeje nebo těla. Bylo to zvláštní a skutečnost, že se Rocky zdál po každém útoku mít ještě větší impuls v jeho odhodlání, zapříčinil Stu Nahan (v jeho prvním zápase s Creedem), který o Rockym prohlásil, že je jako “slon v porcelánu” (orig. "bull in the China shop" pozn. Autora)(poté, co knockdownoval Creeda). Stejně jako s mnoha boxery ze “svého světa” (šetřil se možná jen pro Apollo Creeda), zdá se, že Rocky Balboa, s výjimkou jeho odvety proti Clubberu Langovi, postrádal jakoukoliv schopnost obrany. Běžně utrpěl mnoho ran do hlavy a stále zvládal dál bojovat, což je skutečnost, která ho dovedla k vítězství nad Ivanem Dragem a také k jeho poškození mozku, které utrpěl z bojů.
Balboa, jak uvedl Jim Lampley, během zápasu proti Emmy McKennovi, nakonec proslul díky jeho “litinové hubě”, zuřivým útokům na tělo a železné vůli, díky kterým léta vyhrával proti fyzicky zdatnějším soupeřům.
Bojové scény v posledním filmu, Rocky Balboa, jsou považovány za jedny z nejrealističtějších jaké jsou vidět v boxerských filmech, mnoho boxerských expertů považuje Stalloneho výkon v ringu za nejlepší, který udělal.

## Výroky z filmu
- Dokud nebudeš věřit sám v sebe, budeš ŽIVOŘIT !!!
- Největší rány rozdává život.
- Jo, naprosto, myslím, že doktoři by nikdy neměli boxovat.
- Když umřel, tak umřel.A nic s tím nenaděláš